# GPM (программное обеспечение)
GPM (англ. general purpose mouse, «мышь общего назначения») в консоли Linux. Включается во все дистрибутивы Linux.
GPM поддерживается ncurses и многими приложениями, включающими поддержку мыши ncurses. Поддержка GPM включена в Midnight Commander и JED.